# Susisaaret (ö i Birkaland)
Susisaaret är en ö i Finland. Den ligger i sjön Aurejärvi och i kommunen Parkano i den ekonomiska regionen  Nordvästra Birkalands ekonomiska region  och landskapet Birkaland, i den sydvästra delen av landet, 220 km norr om huvudstaden Helsingfors. Öns area är 0,4 hektar och dess största längd är 100 meter i sydväst-nordöstlig riktning.  Notera att namnet antyder att det är fråga om flera öar.